# Línea 402 (Santiago de Chile)
La Línea 402 de Red (anteriormente llamado Transantiago) es un recorrido que une la Rotonda San Pablo de Pudahuel con la Iglesia de San Pedro de Santiago, siendo uno de los recorridos principales del sector centro de Santiago, así como también para acceder a la estación de metro Pudahuel y a la Avenida San Pablo, la cual es parte de la mayoría del recorrido.
Formó parte de la Unidad 5 de Red, siendo operada por Metbus, correspondiéndole el color turquesa a sus buses.
El 14 de enero de 2023 el recorrido es traspasado a la Unidad de servicios 6 de Red operado por RBU Santiago con los buses rojos.

## Historia
La línea 402 fue concebida como una de las principales rutas del plan original del Transantiago, al conectar el centro de la ciudad con la zona poniente. Su preponderancia aumenta al ser una de las líneas que se sobrepone aparte del trazado de la Línea 5 del Metro de Santiago, una de las principales de la red del ferrocarril metropolitano.
Anteriormente también contaba con el servicio corto 402c, y su trazado iba desde Pudahuel hasta el Metro San Pablo, siendo extendido posteriormente hasta Plaza Italia. Finalmente, el servicio 402c se fusionó con el 403c, pasando a denominarse 422.
El 23 de junio de 2019, cambió su recorrido para tener conexión hacia el Metro Santa Ana y la calle Santo Domingo.
El 27 de junio de 2020 pasa a formar parte de la Unidad 5 de Red, operada por Metbus correspondiéndole los buses color turquesa y rojos con blanco (estándar Red).

## Trazado y puntos de interés
Ida:
- Comuna de Pudahuel y Lo Prado
  - Rotonda San Pablo
  - Av. San Pablo

- Comuna de Quinta Normal
  - San Pablo
- Comuna de Santiago
  - Libertad
  - Gral. Baquedano
  - Santo Domingo
  - Compañía

Regreso:
- Comuna de Santiago
  - Av. Recoleta
  - San Antonio
  - Santo Domingo
  - Rosas
- Comuna de Quinta Normal
  - Martínez de Rosas
  - Santa Genoveva
  - Av. San Pablo

- Comuna de Pudahuel
  - Av. San Pablo

### Puntos de interés
- Rotonda San Pablo
- Municipalidad de Pudahuel
- Metro Pudahuel
- Metro San Pablo
- Metro Lo Prado
- Metro Blanqueado
- Metro Gruta de Lourdes
- Av. Matucana - San Pablo
- Metro Santa Ana
- Metro Plaza de Armas
- Plaza Yungay (vuelta)